# Daughter of Destiny
Daughter of Destiny er en amerikansk stumfilm fra 1917 af George Irving.

## Medvirkende
- Olga Petrova som Marion Ashley
- Thomas Holding
- Anders Randolf som Franz Jorn
- Robert Broderick som Ashley
- Henry Leone